# Гюндлішванд
Гюндлішванд (нім. Gündlischwand) — громада  в Швейцарії в кантоні Берн, адміністративний округ Інтерлакен-Обергаслі.

## Географія
Громада розташована на відстані близько 50 км на південний схід від Берна.
Гюндлішванд має площу 16,8 км², з яких на 1,6% дозволяється будівництво (житлове та будівництво доріг), 32,5% використовуються в сільськогосподарських цілях, 40% зайнято лісами, 25,9% не є продуктивними (річки, льодовики або гори).

## Демографія
2019 року в громаді мешкало 357 осіб (+27,5% порівняно з 2010 роком), іноземців було 25,5%. Густота населення становила 21 осіб/км².
За віковим діапазоном населення розподілялося таким чином: 22,1% — особи молодші 20 років, 61,6% — особи у віці 20—64 років, 16,2% — особи у віці 65 років та старші. Було 156 помешкань (у середньому 2,3 особи в помешканні).
Із загальної кількості 126 працюючих 4 було зайнятих в первинному секторі, 20 — в обробній промисловості, 102 — в галузі послуг.